# D900i
FOMA D900i（フォーマ・ディー きゅう まる まる アイ）は、三菱電機によって開発された、NTTドコモの第三世代携帯電話 (FOMA) 端末製品である。

## 概要
900iシリーズとしては1番遅い、5番目に発売された。外部メモリーはメモリースティックproDuo（512MBまで：ドコモ発表。それ以上は保証対象外）対応である。メインカメラの性能はスーパーCCDハニカム約100万画素、約192万画素の画像出力に対応している。また、D505iから採用してきた「スピンアイ」という、端末を閉じるとカメラが外側を向き、端末を開くとテレビ電話用に使えるよう内側を向く構造を採用している。そのため、風景等の撮影は常に本体を閉じてサブディスプレイを見て行うこととなる。サブカメラは搭載していない。
iアプリは「Dimo i絵文字メール」、「iアニメっちゃメーラーDX」、「珍さんのTVリモコン」、「便利!多機能電卓」を搭載している。iアプリに関しては端末の描画性能等が若干低く、ドラゴンクエストやファイナルファンタジー等の500kB対応一部のiアプリが動作できないなどの制限がある。
FOMAの端末としては第三世代に当たり、三菱電機製のFOMA端末としては2002年発売のD2101V以来約2年ぶりになる。以降は富士通と共同開発するようになり、さらに2008年3月3日に三菱電機が携帯電話事業からの撤退を発表したため、本来のDの操作体系を持つ機種としては最後の機種となった。
また、50xシリーズのD505iの影響を受けている。900iシリーズ共通の特徴として、QVGA液晶とメガピクセルカメラ搭載である。iアプリは505相当をさらに拡張した500KB（ダウンロード100KB、スクラッチパッド400KB）の仕様になった。この機種は唯一、三菱電機製9xxiシリーズで折りたたみ式であり、唯一外部メモリーがメモリースティックproDuoである。

## 沿革
- 2003年10月3日：技術基準適合証明 (TELEC) 通過。
- 2003年10月22日：電気通信端末機器審査協会 (JATE)通過。
- 2003年12月18日：N900i・F900i・P900i・SH900iと同時にドコモよりプレスリリース。
- 2004年6月23日：発売開始。

## 不具合
- 2004年8月17日：ドコモが下記の不具合を発表。
  - メール作成中、題名入力後、本文に素早くフォーカスを合わせて本文を入力すると操作できなくなる
  - メール詳細画面/新規作成画面で、戻るキー/電源キーで表示を終了させる動作を繰り返すと「メモリ不足」と表示されアプリが起動できない
- 2004年9月21日：ドコモが2度目の不具合を発表。
  - 一部のIMCS（屋内基地局設備）のサービスエリアにおいて、通話/通信開始処理が適切に行なえず、音声通信およびパケット通信の発着信が不安定になる。